# Церенкуца
Церенкуца (рум. Ţărăncuţa) — село в Кантемірському районі Молдови. Входить до складу комуни з адміністративним центром у селі Кьоселія.

## Населення
За даними перепису населення 2004 року у селі проживали 852 особи.
| Національність | Кількість осіб |
| -------------- | -------------- |
| молдавани      | 796            |
| румуни         | 50             |
| гагаузи        | 2              |
| українці       | 2              |
| інші           | 2              |
| Всього         | 852            |